# Daiki Sawada
Daiki Sawada es un actor infantil japonés, más conocido por interpretar el rol de Toshio Saeki por primera vez, en el cortometraje 4444444444 como parte de la colección de Gakkô no kaidan G.

## Filmografía
- 4444444444 (como parte de Gakkô no kaidan G).